# Циліндр (двигун)

Цикл Отто роботи 4-тактного двигуна внутрішнього згоряння

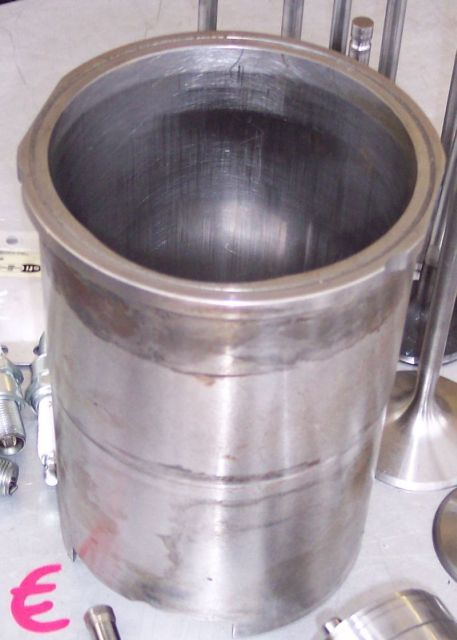
Гільза циліндра двигуна

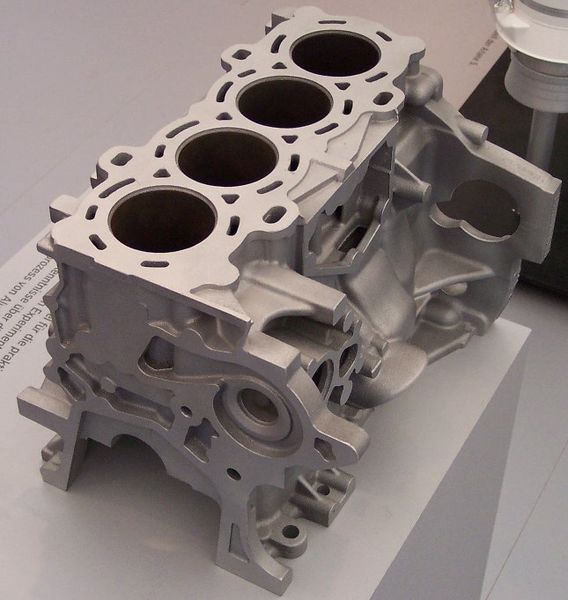
Блок циліндрів

Цилі́ндр — деталь поршневих машин (двигуна внутрішнього згоряння, парової машини, насоса, гідравлічного преса), у якому поміщається поршень зі штоком.

## Парова машина
Циліндр парової машини — робоча камера, куди надходить пара з парового котла через золотник. На компаунд-машинах застосовуються кілька послідовно сполучених циліндрів. На паротягах частіше за все встановлювали 2 циліндри (рідко більше), прикріпляючи їх до рами.

## Двигун внутрішнього згоряння
Циліндр — центральна робоча частина поршневого двигуна внутрішнього згоряння, який являє собою робочу камеру об'ємного витиснення. Циліндр двигуна вважається однією з найважливіших частин двигуна внутрішнього згоряння. Внутрішні та зовнішні частини циліндрів мають різний нагрів і, як правило, мають своєрідні складові:
- внутрішня частина має гільзу;
- зовнішня частина має сорочку.

Простір між ними називають засорочковим, в двигуні тут йде циркуляція охолоджувальної рідини системи охолодження.
Внутрішня поверхня гільзи проходить спеціальну обробку, що охоплює хромування і азотування. Гільзи виробляються з чавуну високої міцності.
Сорочки і корпус блоку циліндрів виконують, як правило, з того ж самого матеріалу, що й сама станина двигуна.
Циліндри двотактного двигуна відмінні за своєю структурою від циліндрів чотиритактного двигуна внаслідок наявності випускних та продувних отворів.
Крім цього, циліндри двотактного двигуна подвійної дії, сорочки циліндрів виготовляють у вигляді однієї виливки для всього ряду циліндрів, їх називають блоком циліндрів.
Циліндри двотактних двигунів відрізняються по конструкції від циліндрів 4-х тактних двигунів наявністю випускних і продувних вікон. Крім того, у циліндрів двотактних двигунів подвійної дії в наявності є нижня кришка для утворення робочої порожнини під поршнем.